# Nikolaus Poda von Neuhaus
Nikolaus Poda von Neuhaus (ur. 4 października 1723 w Wiedniu, zm. 29 kwietnia 1798) – austriacki entomolog i jezuita. Autor dzieła Insecta Musei Graecensis (1761), pierwszego entomologicznego dzieła w którym zastosowano binominalne nazewnictwo gatunków opracowane przez Karola Linneusza.